# Flatwoods (West Virginia)
Flatwoods ist eine Town mit 276 Einwohnern (Stand 2010) im Braxton County in West Virginia, USA. Es erlangte internationale Bekanntheit durch eine Begegnung der dritten Art, die als Flatwoods Monster bezeichnet wird.

## Geschichte

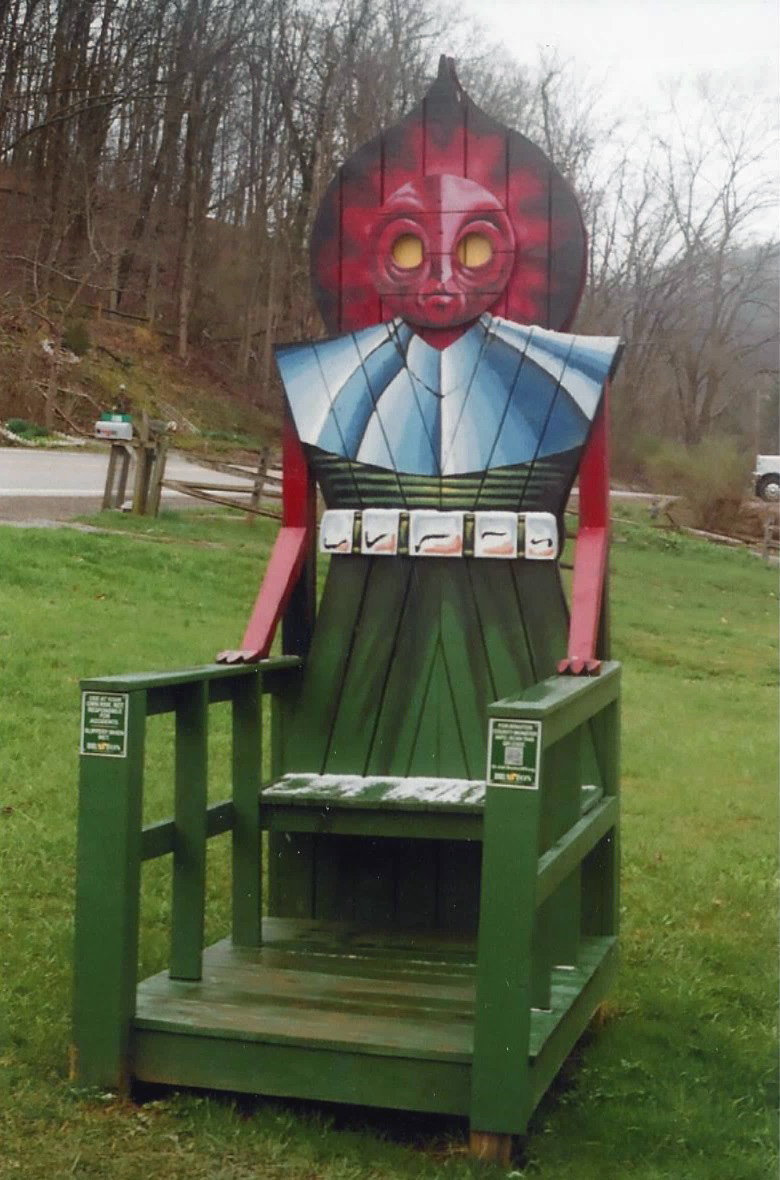
Einer von mehreren Flatwoods Monster Besucherstühle in der Stadt

Flatwoods wurde das erste Mal 1901 urkundlich erwähnt. Der Name leitet sich von seinem flachen, bewaldeten Umland ab. Karten belegen jedoch, dass ein Ort dieses Namens bereits im 19. Jahrhundert existierte.
Am 12. September 1951 ereignete sich hier eine bis heute nicht einwandfrei geklärte UFO-Sichtung, bei der eine 2,10 m hohe Kreatur gesichtet wurde, die später als „Flatwoods Monster“ in die Geschichte einging.

## Wirtschaft und Infrastruktur
Etwa einen Kilometer entfernt verläuft die Interstate 79.
Es besteht ein Bahnanschluss an die West Virginia & Pittsburgh Railroad, von der hier ein Ast Richtung Sutton abzweigt.
Im Ort befindet sich das Mountain Lakes Amphitheater.
Überdies wird Flatwoods Monster vermarktet.